# La Force (Aude)
La Force (okzitanisch: La Fòrça) ist eine südfranzösische Gemeinde mit 259 Einwohnern (Stand 1. Januar 2022) im Zentrum des Départements Aude in der Region Okzitanien.

## Lage
Das Runddorf (Circulade) La Force liegt im äußersten Südosten der Kulturlandschaft des Lauragais in einer Höhe von etwa 190 Metern ü. d. M. etwa 25 Kilometer (Fahrtstrecke) westlich von Carcassonne bzw. etwa fünf Kilometer nordöstlich von Fanjeaux. Der historisch bedeutsame Ort Bram befindet sich nur etwa zehn Kilometer nördlich.

## Bevölkerungsentwicklung
| Jahr      | 1968 | 1975 | 1982 | 1990 | 1999 | 2010 | 2016 |
| Einwohner | 154  | 128  | 129  | 140  | 187  | 205  | 218  |

Im 19. Jahrhundert hatte der Ort zeitweise knapp 600 Einwohner, doch wegen der Reblauskrise im Weinbau und der zunehmenden Mechanisierung der Landwirtschaft ging die Einwohnerzahl seitdem bis auf die Tiefststände in den 1970er und 1980er Jahren zurück. Wegen der Nähe zur Stadt Carcassonne und den auf dem Lande deutlich niedrigeren Grundstücks- oder Immobilienpreise ist seitdem wieder ein langsames Anwachsen der Bevölkerungszahlen zu verzeichnen.

## Wirtschaft
In früheren Zeiten lebten die Bewohner des Ortes als weitgehende Selbstversorger von der Landwirtschaft, wobei neben Getreide auch Wein angebaut wurde. Daneben betrieb man ein wenig Viehzucht (Schweine, Hühner etc.). Im ausgehenden Mittelalter und in der frühen Neuzeit wurde Färberwaid (pastel) angebaut, doch wie in vielen Orten des Languedoc dominiert seit dem 19. Jahrhundert der Weinbau: die hier produzierten Weine werden über die Appellationen Aude, Pays Cathare, Malépierre und Pays d’Oc vermarktet. Auf vielen Flächen werden jedoch Getreide (Weizen, Mais) und Sonnenblumen ausgesät. Der Tourismus in Form der Vermietung von Ferienwohnungen (gîtes) spielt seit den 1960er Jahren ebenfalls eine nicht unbedeutende Rolle für die Einnahmen der Bevölkerung und der Gemeinde.

## Geschichte

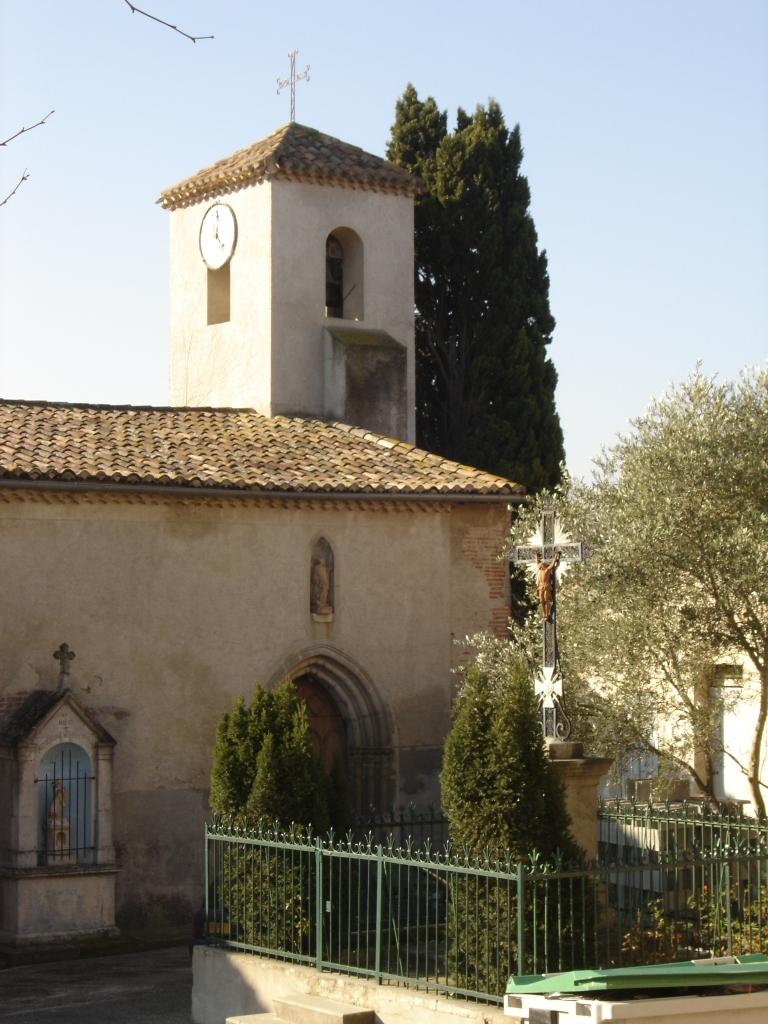
Église de la Nativité de la Sainte Vierge

Aus mittelalterlichen Urkunden sind die Ortsbezeichnungen Fortia oder Forcia überliefert. Über Zerstörungen während der Albigenserkriege, wie sie im Nachbarort Bram stattfanden, ist nichts bekannt.

## Sehenswürdigkeiten
- Der alte Ortskern gehört zum Typus der Circulades – Runddörfer, die aus Verteidigungsgründen um einen Kern, bestehend aus einer Burg und/oder Kirche, herum angelegt wurden. Die äußere Häuserfront diente dabei als Ersatz für eine kostspielige Stadtmauer.
- Die im 19. Jahrhundert überarbeitete Kirche des Ortes stammt ursprünglich aus dem 12./13. Jahrhundert und ist der Geburt Mariens (Nativité de la Sainte Vierge) geweiht. Der Glockenturm dürfte etwas jünger sein.